# Akodon sanctipaulensis
Akodon sanctipaulensis és una espècie de mamífer rosegador de la família dels cricètids. És endèmic de l'estat de São Paulo (sud-est del Brasil). El seu hàbitat natural són les zones obertes amb vegetació. Se sospita que està amenaçat per la destrucció del seu medi. El seu nom específic, sanctipaulensis, significa ‘de São Paulo’ en llatí.